# Маллен, Барбара
Барбара Маллен (англ. Barbara Mullen, 9 июня 1914 — 9 марта 1979) — американская актриса.

## Биография
Маллен родилась в Бостоне в семье ирландских эмигрантов. Маллен наиболее известна по своим ролям в фильмах «Громовая скала» (1942), «Коридор зеркал» (1948) и «Четверо отчаянных мужчин» (1959). В 1949 году сыграла мисс Марпл в пьесе «Убийство в доме викария», по одноимённому роману Агаты Кристи, в лондонском театре Плейхаус.
Маллен была замужем за кинооператором Джоном Тейлором. Она умерла от инфаркта в Лондоне 9 марта 1979 года.

## Избранная фильмография
| Год  |   | Русское название         | Оригинальное название | Роль          |
| ---- | - | ------------------------ | --------------------- | ------------- |
| 1942 | ф | Скала бурь               | Thunder Rock          | Эллен Керби   |
| 1948 | ф | Коридор зеркал           | Corridor of Mirrors   | Вероника      |
| 1954 | ф | Цель: Милан              | Destination Milan     | мисс Басби    |
| 1959 | ф | Четверо отчаянных мужчин | The Siege of Pinchgut | миссис Фултон |